# Tillandsia festucoides
Tillandsia festucoides är en gräsväxtart som beskrevs av Adolphe-Théodore Brongniart och Carl Christian Mez. Tillandsia festucoides ingår i släktet Tillandsia och familjen Bromeliaceae. Inga underarter finns listade i Catalogue of Life.